# Ausgangswiderstand
Der Ausgangswiderstand Ri, auch als Innenwiderstand oder Quellwiderstand bezeichnet, charakterisiert den Ausgang eines elektronischen Bauteils, einer Baugruppe oder eines Gerätes bei Belastungsänderung. Dabei gibt es keinen einheitlichen Wert, denn:
- Bei langsamen, kleinen Laständerungen ist der differentielle Widerstand maßgeblich
- Bei schnellen Änderungen kommt es auf den dynamischen Innenwiderstand an
- Der Maximalstrom wird mit dem statischen Innenwiderstand ermittelt.

Nur in seltensten Fällen stimmen alle drei Werte überein. Eine Messung mit einem Widerstandsmessgerät ist meist unmöglich. Wenn es sich um komplexe Widerstände handelt, die auch Induktivitäten und Kapazitäten enthalten, ist der sogenannte Ausgangswiderstand eine Ausgangsimpedanz.

## Ursachen des Innenwiderstandes

### Statischer Innenwiderstand
In jedem elektrischen Gerät läuft der Strom durch Kupferdrähte, die zum Innenwiderstand beitragen. In einem dynamischen Mikrofon kann er 200 Ω betragen, in einem Leistungstrafo aber nur 0,01 Ω. Bei Batterien läuft der Strom durch Leiter mit wesentlich schlechterer Leitfähigkeit als Kupfer, die zudem absinken kann, wenn die Batterie entladen wird. Präzise ausgedrückt, wird eine Batterie nicht „leer“, sondern der Innenwiderstand wird durch chemische Vorgänge so groß, dass der benötigte Strom nicht mehr entnommen werden kann.

### Differentieller Innenwiderstand
Überwacht man die Ausgangsspannung elektronisch, kann diese recht gut konstant gehalten werden, wenn eine Regelung als Folge der Abweichung gegensteuert und den statischen Innenwiderstand schnell genug ändert. Dafür gibt es beispielsweise preiswerte Spannungsregler. Der Innenwiderstand von Labornetzgeräten kann in extremen Fällen sogar schwach negative Werte erreichen, was bedeutet, dass die Ausgangsspannung mit steigender Belastung etwas ansteigt und den Spannungsverlust durch den ohmschen Widerstand längerer Verbindungsleitungen zur Last kompensiert. Ein übertriebener negativer Widerstand kann allerdings für unerwünschte Oszillationen sorgen.
Bei Labornetzgeräten ist der Innenwiderstand stromabhängig: Bis zu einem gewissen Maximalstrom ist er sehr klein, damit sich die abgegebene Spannung bei Belastung kaum ändert. Wird dieser überschritten, verändert eine interne Überwachungsschaltung den Innenwiderstand zu sehr großen Werten. Labor-Netzgeräte arbeiten dann als Konstantstromquelle, wobei bei sinkendem Außenwiderstand (bis zum Kurzschluss) die abgegebene Spannung immer kleiner wird, ohne das Netzgerät zu zerstören.

### Dynamischer Innenwiderstand
Der Strombedarf ist selten konstant, insbesondere nicht bei elektronischen Schaltungen. In Computern kann sich der Strombedarf einzelner Integrierter Schaltkreise im Nanosekundentakt ändern. Weil das einer Frequenz im Gigahertzbereich entspricht, kann die Induktivität der Stromversorgungsleitungen nicht ignoriert werden, auch wenn sie nur wenige Zentimeter kurz sind. Der induktive Widerstand des Drahtes vergrößert den Innenwiderstand der Spannungsquelle mit steigender Frequenz ganz erheblich. Als Folge kann die Spannung am Bauelement selbst bei Stromänderungen beispielsweise zwischen 2 V und 10 V schwanken und den IC stören, möglicherweise sogar zerstören. Eine Regelung reagiert nicht schnell genug, deshalb werden als Gegenmittel induktionsarme Kondensatoren unmittelbar an den IC-Anschlüssen eingesetzt. Da auch Kondensatoren eine gewisse Eigeninduktivität besitzen und nicht im gesamten Frequenzbereich zwischen null und 5 GHz gleich gut filtern, schaltet man meist Elkos und keramische Kondensatoren mit möglichst verschiedenen Dielektrika parallel.
Ein klassisches Beispiel dafür, was man durch Reduzierung des Innenwiderstandes erreichen kann, ist das Elektronenblitzlichtgerät. Die kleine, eingebaute Batterie hat einen so großen Innenwiderstand, dass man bei Leistungsanpassung maximal etwa 0,5 W herausholen kann. Deshalb lädt man mit Hilfe eines Gleichspannungswandlers einen Kondensator auf, dem man anschließend wegen seines erheblich geringeren dynamischen Innenwiderstandes eine Spitzenleistung von einigen Kilowatt entnehmen kann.

## Ermittlung des statischen Innenwiderstandes

Innen- und Außenwiderstand eines elektrischen Gerätes

Man kann den Quellwiderstand Ri nicht mit einem Widerstandsmessgerät messen, sondern nur indirekt bestimmen:
Man misst zum Beispiel die Ausgangsspannung im Leerlauf und anschließend mit einer bekannten Last Ra. Wenn dabei die Ausgangsspannung zum Beispiel halb so groß wie im Leerlauf ist, gilt Ri = Ra (Man bezeichnet die Baugruppe als Blackbox).
Wenn beispielsweise die Starterbatterie eines Autos mit der Leerlaufspannung U0 = 12 V bei Anschluss eines 0,5-Ω-Widerstandes nur noch Uk = 10 V abgibt, beträgt der innere Spannungsabfall 2 Volt und folglich Ri ≈ 0,1 Ω. Der Innenwiderstand kann sich als Funktion des Ladezustandes ändern und ist die Summe des Widerstandes der Bleiplatten, deren Grenzschichten und des Elektrolyten (Säurefüllung).
Wenn eine 1,5-V-Monozelle maximal, also bei Kurzschluss, nur noch Ik = 10 mA abgibt, hat sie einen Innenwiderstand von 150 Ω. Üblicherweise sagt man dann, die Batterie sei leer, was sich elektrotechnisch gesehen als Anstieg des Innenwiderstandes äußert.
Für den Innenwiderstand Ri gelten die Formeln:
{\displaystyle {\begin{aligned}R_{\mathrm {i} }&={\frac {U_{0}-U_{\mathrm {l} }}{I_{\mathrm {l} }}}\qquad \qquad (1)\\&={\frac {(U_{0}-U_{\mathrm {l} })R_{\mathrm {l} }}{U_{\mathrm {l} }}}\qquad (2)\\&={\frac {U_{0}}{I_{\mathrm {k} }}}\qquad \qquad \qquad (3)\end{aligned}}}
mit
U0 – Leerlaufspannung
Ul – Klemmenspannung unter Last
Il – Laststrom (Quotient aus Klemmenspannung und Lastwiderstand)
Ik – Kurzschlussstrom
Rl – Lastwiderstand

## Praktische Vorgehensweise
Bei Arbeiten an spannungsführenden Teilen sind die geltenden Sicherheitsvorschriften zu beachten. Siehe Kleinspannung. Des Weiteren ist darauf zu achten, dass der Betrieb von Verstärkern ohne entsprechenden Abschlusswiderstand eventuell deren Zerstörung nach sich ziehen kann. Es ist unbedingt die Bedienungsanweisung zu beachten.
Es ist in den meisten Fällen nicht praktikabel, den Strom (vor allem bei steigender Frequenz) mit ausreichender Genauigkeit zu messen. Die folgende Herangehensweise erspart ein zweites Messinstrument, da lediglich die Spannung gemessen wird. Auch vermeidet man Fehler mit strom- bzw. spannungsrichtigem Messen. Zur Durchführung benötigt man einen Widerstand der folgende Voraussetzungen erfüllen muss:
- der Widerstandswert sollte nicht extrem vom erwarteten Innenwiderstand abweichen um den Messfehler möglichst gering zu halten.
- die maximale Strombelastbarkeit der Quelle darf nicht überschritten werden.

{\displaystyle R_{\mathrm {mess} }\geq {\frac {U_{0}}{I_{\mathrm {max} }}}}
mit
Rmess – verwendeter Lastwiderstand
Imax  – Maximalstrom der Quelle
- bei Verstärkern ist der vorgeschriebene Abschluss- bzw. Nennwiderstandswert einzusetzen.
- bei steigenden Frequenzen sind Massewiderstände zu verwenden, um induktive Blindwiderstände zu vermeiden. Als „alternative“ Lösung eignen sich auch 10 bis 20 parallel geschaltete Metallschichtwiderstände. Dabei ergibt sich der Wert der Einzelwiderstände aus der Multiplikation von Rmess mit der Anzahl der Einzelwiderstände.
- die Verlustleistung des Lastwiderstandes berechnet sich aus

{\displaystyle P_{\mathrm {mess} }\geq {\frac {U_{\mathrm {0} }^{2}}{R_{\mathrm {mess} }}}}.
Bei parallel geschalteten Widerständen teilt sich die Verlustleistung durch die Anzahl der Einzelwiderstände.
Als erstes wird der genaue Wert des Belastungswiderstandes Rmess ermittelt. Nun wird die Leerlaufspannung U0 gemessen. Danach wiederholt sich die Messung bei Belastung der Quelle (Ul) mittels des Lastwiderstandes. Aus den so ermittelten Werten kann mithilfe der Formel (2) der Innenwiderstand berechnet werden.

## Auswirkung auf Parallelschaltung
Bei einer idealen Spannungsquelle, also einer Spannungsquelle ohne inneren Widerstand, kann man mehrere Verbraucher zueinander parallelschalten, ohne dass sich die Spannung und damit der Strom an den bisherigen Verbrauchern ändert. Nur der Gesamtstrom im Stromkreis nimmt zu. Da aber bei einer realen Spannungsquelle ein Innenwiderstand existiert, führt die Erhöhung des Gesamtstroms dazu, dass die Spannung an den parallelgeschalteten Verbrauchern abnimmt (weil ja der Spannungsabfall am Innenwiderstand zunimmt) und dadurch der Einzelstrom der bisherigen Verbraucher durch den hinzugefügten parallelgeschalteten zusätzlichen Verbraucher für sich betrachtet abnimmt. Trotz dieser Abnahme der Einzelströme nimmt der Gesamtstrom mit jedem neuen Verbraucher mit dem Grenzwert von {\displaystyle {\tfrac {U}{R_{\mathrm {i} }}}} zu und damit einhergehend die Spannung an den parallelgeschalteten Verbrauchern mit dem Grenzwert 0 V ab. Aufgrund dieser Tatsache ist das Parallelschalten von Geräten nur in gewissen Grenzen möglich, da zwar die Spannung bei jedem parallelen Verbraucher gleich ist, jedoch diese mit jedem neuen Parallelzweig abnimmt und irgendwann nicht mehr ausreicht, um einen Verbraucher mit seiner jeweiligen minimalen Leistung P zu versorgen.

## Bezeichnung

Die Impedanzen: Hier R_{i}-Betrachtung

Oft wird der Last-, Außen- bzw. Eingangswiderstand mit {\displaystyle R_{\mathrm {e} }} und der Quell-, Innen- bzw. Ausgangswiderstand mit {\displaystyle R_{\mathrm {a} }} bezeichnet, woraus sich immer Missverständnisse ergeben, weil Außenwiderstand (Last) nicht Ausgangswiderstand (Quelle) sein kann. Die Bezeichnungen {\displaystyle R_{\mathrm {e} }} und {\displaystyle R_{\mathrm {a} }} sind zu vermeiden, weil {\displaystyle R_{\mathrm {a} }} nur der Außen-, Last- bzw. Eingangswiderstand sein kann.
Es gibt die beiden Betrachtungsweisen (siehe rechte Abbildung):
- als „Schnittstelle“ für zwei miteinander verbundene Geräte und
- als ein Gerät mit Ein- und Ausgang.

Der Außenwiderstand ist der Lastwiderstand und der Ausgangswiderstand ist die Quellimpedanz bzw. der Innenwiderstand.
Ausgänge werden auch als aktiv, Eingänge als passiv bezeichnet. Beide können sich jedoch in Sonderfällen automatisch an die jeweiligen Pegel oder Lastimpedanzen anpassen.
Wenn ein Ausgang kurzgeschlossen wird, so fließt ein Kurzschlussstrom, der bei einfachen Schaltkreisen ohne Strombegrenzung aus der Leerlaufspannung und dem Ausgangswiderstand berechnet werden kann.

## Werte des Ausgangswiderstands
Generell gilt, dass einer Schaltung dann die maximale Leistung entnommen wird, wenn der Außenwiderstand gleich dem Ausgangswiderstand ist (Leistungsanpassung). In der Nachrichtentechnik wird dieser Fall oft angestrebt, wenn es darum geht, kleinste Leistungen beispielsweise von Empfangsantennen vollständig auszunutzen. Auch in der Fernmeldetechnik und in der Nachrichtentechnik gilt: Die höchste Leistung kann übertragen werden, wenn der Ausgangswiderstand mit dem Eingangswiderstand der nächsten Baugruppe übereinstimmt. Dieses ist die dort oft übliche Leistungsanpassung {\displaystyle R_{\mathrm {i} }=R_{\mathrm {a} }} mit der Folge, dass die Ausgangsspannung halb so groß ist wie die Leerlaufspannung.
In der Energietechnik wird der Ausgangswiderstand der Transformatoren sehr klein gegenüber dem Außenwiderstand (d. h. dem Ersatzwiderstand aller angeschlossenen Verbraucher) gehalten. Die Gründe dafür sind:
- hoher Wirkungsgrad
- Spannungskonstanz
- geringe thermische Belastung der Quelle

Man sagt auch, ein Energieversorgungsnetz arbeitet nahezu im Leerlauf.
Ein Verstärker hat auf der einen Eingangsseite einen Eingangswiderstand (Lastwiderstand, Außenwiderstand bzw. Abschlusswiderstand der ihn speisenden Quelle) und auf der Ausgangsseite einen Ausgangswiderstand (Quellwiderstand bzw. Innenwiderstand des Verstärkerausganges).
In der Hi-Fi-Technik und der Tontechnik gilt, dass der Ausgangswiderstand eines Gerätes kleiner als der Eingangswiderstand des folgenden Gerätes zu sein hat, was man auch als Spannungsanpassung bezeichnet. Gründe:
- man möchte die über {\displaystyle R_{\mathrm {a} }} abfallende Spannung messen oder verstärken, deshalb sollte diese gegenüber der an {\displaystyle R_{\mathrm {i} }} abfallenden Spannung wesentlich größer sein. Dieses gewährleistet ein gutes Signal-Rausch-Verhältnis.
- ein Lautsprecher wird umso besser bedämpft (er hat dann bessere Übertragungseigenschaften), wenn er von einer Quelle niedriger Quellimpedanz gespeist wird.
- Bei einem dynamischen Mikrofon ist der Ausgangswiderstand relativ klein; in der Studiotechnik 150 oder 200 {\displaystyle \Omega }.
- Bei einem Kondensatormikrofon ist der Quellwiderstand an der Stelle des Membran-Kondensators sehr groß (Größenordnung Gigaohm), jedoch am Mikrofonausgang beträgt er impedanzgewandelt bei Studiomikrofonen 35 bis 150 {\displaystyle \Omega }.
- Bei einer Batterie oder einem Akku soll der Ausgangswiderstand möglichst klein sein, sodass die enthaltene Energie effektiv genutzt werden kann; er nimmt gegen Ende der Lebensdauer und bei zunehmender Entladung zu. Oft ist er sehr stark von der Temperatur abhängig.

Bei Tonstudioanlagen nach dem IRT-Pflichtenheft Nr. 3/5 (Tonregieanlagen) hat der Innenwiderstand {\displaystyle R_{\mathrm {i} }} kleiner als 40 Ohm über den gesamten Frequenzbereich von 40 Hz bis 15 kHz zu sein. Die Ausgänge nach Pflichtenheft sind überdies symmetrisch und erdfrei.
Hochspannungsquellen für Laborzwecke haben dagegen meistens einen gezielt hohen Ausgangswiderstand, um den Strom auf 20 mA zu begrenzen.
Beim Zusammenschalten mehrerer Baugruppen ist der jeweilige Innenwiderstand zu beachten.
Der Innenwiderstand von Lautsprecherleistungsverstärkern wird selten in den Datenblättern angegeben, er sollte jedoch möglichst klein gegenüber der Lastimpedanz (2, 4 oder 8 Ohm minimale Lautsprecherimpedanz) sein. Ist der Dämpfungsfaktor DF bekannt, so kann {\displaystyle R_{\mathrm {i} }} ermittelt werden durch:
{\displaystyle R_{\mathrm {i} }={\frac {R_{\mathrm {a} }}{D_{\mathrm {F} }}}}
Der Dämpfungsfaktor ist für den Lautsprecher besonders hoch, wenn der Leistungsverstärker eine niedrige Quellimpedanz aufweist. Übliche Transistorverstärker besitzen Quellimpedanzen von <0,1 Ohm. Um den Ausgangswiderstand nicht unnötig durch Zuleitungen zu vergrößern, müssen die Kabel (abhängig von ihrer Länge und der Lastimpedanz) einen ausreichenden Querschnitt besitzen.
Bei jeder Schnittstelle bildet der Ausgangswiderstand der Quelle mit dem Eingangswiderstand der Last eine Anpassungsdämpfung.

## Die Impedanzen und ihre unterschiedlichen Namen
| Ri                 | Ra                  |
| Innenwiderstand    | Außenwiderstand     |
| Quellwiderstand    | Lastwiderstand      |
| Ausgangswiderstand | Eingangswiderstand  |
| –                  | Abschlusswiderstand |
| ------------------ | ------------------- |